# 1944 en chimie
Cet article présente les faits marquants de l'année 1944 en chimie.

## Évènements
- 11 avril : les chimistes américains Robert Woodward et William Doering (en) parviennent à obtenir de la quinine synthétique[1].
- Juillet : découverte du Curium (Cm), élément chimique de numéro atomique 96, par les  physiciens américains Glenn T. Seaborg, Ralph A. James et Albert Ghiorso, par bombardement alpha du plutonium[2].
- 6 novembre : début de la production de plutonium dans le réacteur B au Complexe nucléaire de Hanford[3].

## Prix
- Prix Nobel de chimie : Otto Hahn pour sa découverte de la fission des noyaux lourds[4].
- ACS Award in Pure Chemistry : Arthur C. Cope[5]
- Médaille Priestley : James B. Conant[6],[7],[8]
- Médaille Davy : Robert Robertson en reconnaissance de ses recherches sur les explosifs, les méthodes d'analyse, la structure interne du diamant et les spectres d'absorption infrarouge[9],[10],[11].
- Médaille William-H.-Nichols : Carl S. Marvel[12]

## Naissances
- 20 mars : Erwin Neher, chimiste allemand, prix Nobel de physiologie ou médecine en 1991.
- 31 mars[13] : Jean-Marie André (mort en 2023), chimiste belge.
- 11 mai : Michael Grätzel, chimiste suisse.
- 6 juin : Phillip Allen Sharp, biochimiste américain, prix Nobel de physiologie ou médecine en 1993.
- 8 juin : Henry Fritz Schaefer III, chimiste américain.
- 10 juillet : Jane Barry, chimiste et femme politique canadienne.
- 19 août : Jean Fréchet, chimiste français.
- 23 septembre : Jean-Claude Bünzli, chimiste suisse.
- 21 octobre : Jean-Pierre Sauvage, chimiste français.
- 23 novembre : Dino Moras, biochimiste français.
- 22 décembre : Mary Archer, physicienne britannique, spécialiste de l'utilisation de l'énergie solaire et chimiste de formation.
- 23 décembre : David E. Nichols, pharmacologue et chimiste en médecine américain.
- 28 décembre[14] : Kary Mullis (mort en 2019), biochimiste américain, prix Nobel de chimie en 1993[4],[15].
- Dicoh Mariam[16],[17],[18] (morte en 2024), chimiste ivoirienne.

## Décès
- 23 février[19] : Leo Baekeland (né en 1863), chimiste américain.
- 12 mars[20] : Hélène Metzger, née Bruhl (morte en 1944), chimiste, historienne de la chimie et philosophe des sciences française.
- 14 mars[21] : André Helbronner (né en 1878), physicien, chimiste et inventeur français.
- 2 novembre : Thomas Midgley Jr. (né en 1889), ingénieur mécanicien puis chimiste américain.